# Felipe Ramos
Felipe Ramos (Mexikóváros, 1963. március 10. –) mexikói nemzetközi labdarúgó-játékvezető, televízió- és rádió szakkommentátor. Teljes neve: Felipe de Jesús Ramos Rizo.

## Pályafutása

### Nemzeti játékvezetés
A játékvezetői vizsgát 1983-ban tette le. A küldési gyakorlat szerint rendszeres partbírói tevékenységet is végzett. 1993-ban lett az I. Liga játékvezetője. A nemzeti játékvezetéstől 2008-ban vonult vissza. 
| Időpont        | Helyszín                                | Mérkőzés típusa         | Mérkőzés                       |
| -------------- | --------------------------------------- | ----------------------- | ------------------------------ |
| 1993. május 2. | Marte R. Gómez Stadion, Ciudad Victoria | első I. Ligás mérkőzése | Correcaminos de la UAT–Morelia |

### Nemzetközi játékvezetés
A Mexikói labdarúgó-szövetség Játékvezető Bizottsága (JB) terjesztette fel nemzetközi játékvezetőnek, a Nemzetközi Labdarúgó-szövetség (FIFA) 1997-től tartotta nyilván bírói keretében. A FIFA JB központi nyelvei közül a spanyolt beszéli. Több nemzetek közötti válogatott és klubmérkőzést vezetett, vagy működő társának 4. bíróként segített. FIFA JB besorolás szerint elit kategóriás bíró. A portugál nemzetközi játékvezetők rangsorában, a világbajnokság sorrendjében többedmagával a 4. helyet foglalja el 3 találkozó szolgálatával. Az aktív nemzetközi játékvezetéstől 2003-ban búcsúzott.

#### Labdarúgó-világbajnokság

##### U20-as labdarúgó-világbajnokság
Nigéria rendezte a 12., az 1999-es ifjúsági labdarúgó-világbajnokságot, ahol a FIFA JB bemutatta a nemzetközi résztvevőknek.

###### 1999-es ifjúsági labdarúgó-világbajnokság
| Időpont           | Helyszín                | Mérkőzés típusa              | Mérkőzés               | Eredmény | Nézők száma |
| ----------------- | ----------------------- | ---------------------------- | ---------------------- | -------- | ----------- |
| 1999. április 5.  | Városi Stadion, Calabar | csoportmérkőzés (F. csoport) | Spanyolország–Brazília | 2 – 0    | 12 000      |
| 1999. április 8.  | Városi Stadion, Nicosia | csoportmérkőzés (F. csoport) | Zambia–Spanyolország   | 0 – 0    | 8000        |
| 1999. április 14. | Nemzeti Stadion, Lagos  | egyik nyolcaddöntő           | Paraguay–Uruguay       | 2 – 2    | 1500        |

---
A világbajnoki döntőkhöz vezető úton Dél-Koreába és Japánba a XVII., a 2002-es labdarúgó-világbajnokságra a FIFA JB játékvezetőként alkalmazta. Selejtező mérkőzéseket a CONMEBOL, a CONCACAF valamint az AFC zónákban vezetett. Világbajnokságon vezetett mérkőzéseinek száma: 3.

##### 2002-es labdarúgó-világbajnokság

###### Selejtező mérkőzés
| Időpont             | Helyszín                        | Mérkőzés típusa                    | Mérkőzés                                       | Eredmény | Nézők száma |
| ------------------- | ------------------------------- | ---------------------------------- | ---------------------------------------------- | -------- | ----------- |
| 2000. július 23.    | Cuscatlán Stadion, San Salvador | előselejtező (elődöntő csoport/2.) | Salvador–Saint Vincent és a Grenadine-szigetek | 7 – 1    | 25 000      |
| 2000. október 8.    | Nemzeti Stadion, Bridgetown     | előselejtező (elődöntő csoport/3.) | Barbados–Guatemala                             | 1 – 3    | 3800        |
| 2001. március 28.   | Olimpiai Stadion, Quito         | előselejtező (11. kör)             | Ecuador–Brazília                               | 1 – 0    | 40 800      |
| 2001. augusztus 16. | El Campín Stadion, Bogotá       | előselejtező (14. kör)             | Kolumbia–Peru                                  | 0 – 1    | 33 875      |
| 2001. szeptember 7. | Al-Shaab Stadion, Bagdad        | előselejtező (2. kör)              | Irak–Irán                                      | 1 – 2    | 40 000      |
| 2001. november 1.   | Olimpiai Stadion, Quito         | előselejtező (17. kör)             | Ecuador–Uruguay                                | 0 – 3    | 40 000      |

###### Világbajnoki mérkőzés
| Időpont          | Helyszín                       | Mérkőzés típusa              | Mérkőzés              | Eredmény | Nézők száma |
| ---------------- | ------------------------------ | ---------------------------- | --------------------- | -------- | ----------- |
| 2002. június 6.  | Busan Asiad Stadion, Puszan    | csoportmérkőzés (A. csoport) | Franciaország–Uruguay | 0 – 0    | 38 289      |
| 2002. június 12. | Világbajnoki Stadion, Szögvipo | csoportmérkőzés (B. csoport) | Szlovénia–Paraguay    | 1 – 3    | 30 176      |
| 2002. június 21. | Világbajnoki Stadion, Sidzuoka | egyik negyeddöntő            | Anglia–Brazília       | 1 – 2    | 47 436      |

#### CONCACAF-aranykupa
Az Egyesült Államok három nagyvárosa adott otthont az 5., a 2000-es CONCACAF-aranykupa labdarúgó tornának, ahol Észak- és Közép-amerikai, Karibi Labdarúgó-szövetségek Konföderációja (CONCACAF) JB hivatalnokként foglalkoztatta.

##### 2000-es CONCACAF-aranykupa

###### CONCACAF-aranykupa mérkőzés
| Időpont           | Helyszín                   | Mérkőzés típusa              | Mérkőzés         | Eredmény | Nézők száma |
| ----------------- | -------------------------- | ---------------------------- | ---------------- | -------- | ----------- |
| 2000. február 12. | Orange Bowl Stadion, Miami | csoportmérkőzés (A. csoport) | Kolumbia–Jamaica | 1 – 0    | 49 591      |
| 2000. február 16. | Orange Bowl Stadion, Miami | csoportmérkőzés (B. csoport) | Amerika–Peru     | 1 – 0    | 36 004      |

#### Olimpiai játékok
Ausztrália egyik nagyvárosa Sydney adott otthont a XXVII., a 2000. évi nyári olimpiai játékok labdarúgó tornájának, ahol a FIFA JB kiemelten foglalkoztatta. Az olimpiai döntők közül 2. közép-amerikaiként, 2. mexikóiként a 20. döntő találkozót vezethette. Mexikói játékvezetőként Diego de Leo után 2. alkalommal vezetett döntőt.

##### 2000. évi nyári olimpiai játékok
| Időpont              | Helyszín                    | Mérkőzés típusa              | Mérkőzés                | Eredmény | Nézők száma |
| -------------------- | --------------------------- | ---------------------------- | ----------------------- | -------- | ----------- |
| 2000. szeptember 14. | Hindmarsh Stadion, Adelaide | csoportmérkőzés (B. csoport) | Dél-Korea–Spanyolország | 0 – 3    | 14 060      |
| 2000. szeptember 19. | Hindmarsh Stadion, Adelaide | csoportmérkőzés (A. csoport) | Olaszország–Nigéria     | 1 – 1    | 18 340      |
| 2000. szeptember 30. | Olimpiai Stadion, Sydney    | döntő                        | Spanyolország–Kamerun   | 2 – 2    | 104 098     |

## Sportvezetőként
Pályafutását befejezve barátaival, akik exjátékvezetők (Don Mario Rubio, Victor Raúl Osorio és a testvére, Miguel Ramos Rizo) egy Piquant Soccer és Sportscentert valamint egy játékvezető képző iskolát alapított. Jelenleg 100 aktív játékvezetőt foglalkoztat, akik közül 11-en a Federal District Ligában vezetnek. A Sportcenter sportesemények szervezője, sportruházat gyártója és kereskedője. Saját internetes oldalát, eddig több mint ötmillióan látogatták.

## Szakmai sikerek
- 1999-től 2003-ig öt alkalommal Mexikó legjobb játékvezetőjének választották. A CONCACAF-nál a világ egyik legjobb játékvezetőjének tartották.
- Az IFFHS (International Federation of Football History & Statistics) 1987-2011 évadokról tartott nemzetközi szavazásán 151, játékvezető besorolásával minden idők 139, legjobb bírójának rangsorolta, holtversenyben Eric Poulat, Pedro Proença és Valenzano Ubaldo Aquino társaságában.

## Kapcsolódó szócikk
- Labdarúgó-játékvezetők listája